# أديبات ثنائي الميثيل
أديبات ثنائي الميثيل أو ثنائي ميثيل الأديبات هو مركب عضوي له الصيغة (CH2CH2CO2CH3)2. وهو سائل زيتي عديم اللون. على الرغم من الفائدة التجارية للمركب بسبب استخدامه لإنتاج النايلون، و يتم استخدامه في الملدنات، مذيبات الطلاء تجريد والراتنجات و الصباغ.

## التحضير
ثنائي ميثيل أديبات من تفاعل الأسترة من ثنائي ميثيل حمض الأديبيك مع الميثانول.

## السمية
استرات حمض الأديبيك المعرض منخفضة السمية. على LD50 من هذا ميثيل ايستر بنحو 1800 ملغ/كغ